# Latto
 (juin 2025).
La mise en forme du texte ne suit pas les recommandations de Wikipédia : il faut le « wikifier ».
Les points d'amélioration suivants sont les cas les plus fréquents. Le détail des points à revoir est peut-être précisé sur la page de discussion.
- Les titres sont pré-formatés par le logiciel. Ils ne sont ni en capitales, ni en gras.
- Le texte ne doit pas être écrit en capitales (les noms de famille non plus), ni en gras, ni en italique, ni en « petit »…
- Le gras n'est utilisé que pour surligner le titre de l'article dans l'introduction, une seule fois.
- L'italique est rarement utilisé : mots en langue étrangère, titres d'œuvres, noms de bateaux, etc.
- Les citations ne sont pas en italique mais en corps de texte normal. Elles sont entourées par des guillemets français : « et ».
- Les listes à puces sont à éviter, des paragraphes rédigés étant largement préférés. Les tableaux sont à réserver à la présentation de données structurées (résultats, etc.).
- Les appels de note de bas de page (petits chiffres en exposant, introduits par l'outil «  Source ») sont à placer entre la fin de phrase et le point final[comme ça].
- Les liens internes (vers d'autres articles de Wikipédia) sont à choisir avec parcimonie. Créez des liens vers des articles approfondissant le sujet. Les termes génériques sans rapport avec le sujet sont à éviter, ainsi que les répétitions de liens vers un même terme.
- Les liens externes sont à placer uniquement dans une section « Liens externes », à la fin de l'article. Ces liens sont à choisir avec parcimonie suivant les règles définies. Si un lien sert de source à l'article, son insertion dans le texte est à faire par les notes de bas de page.
- La présentation des références doit suivre les conventions bibliographiques. Il est recommandé d'utiliser les modèles {{Ouvrage}}, {{Chapitre}}, {{Article}}, {{Lien web}} et/ou {{Bibliographie}}. Le mode d'édition visuel peut mettre en forme automatiquement les références.
- Insérer une infobox (cadre d'informations à droite) n'est pas obligatoire pour parachever la mise en page.

Pour une aide détaillée, merci de consulter Aide:Wikification.
Si vous pensez que ces points ont été résolus, vous pouvez retirer ce bandeau et améliorer la mise en forme d'un autre article.
Alyssa Michelle Stephens, née le 22 décembre 1998 , connue professionnellement sous les noms de Latto ou Big Latto (anciennement Mulatto), est une rappeuse américaine. Elle accède à la notoriété en 2016 en remportant la première saison de l'émission de télé-réalité musicale The Rap Game présentée par Jermaine Dupri.
Sa carrière prend un tournant en 2019 avec le single "Bitch from da Souf", qui entre dans le Billboard Hot 100 en 2020 et un remix s'ensuit avec Saweetie et Trina. Ce succès est suivi par "Muwop" avec Gucci Mane, les deux titres étant certifiés platine et inclus dans son premier album studio, Queen of da Souf (2020). Sa notoriété augmente avec le titre "Big Energy", extrait de son second album 777 (2022), qui devient son plus grand succès commercial.

## Biographie

### Jeunesse
Alyssa Michelle Stephens naît à Columbus, dans l'Ohio, le 22 décembre 1998 . Elle est la fille de Misti Pitts et Shayne Stephens. Durant sa jeunesse, elle est victime d'intimidation à l'école en raison de la couleur de sa peau, ce qui l'incite à adopter plus tard le nom de scène "Miss Mulatto", référence au terme mulâtresse.
Enfant, elle participe à des compétitions de dragsters. À dix ans, elle décide de devenir rappeuse. Elle eménage en Géorgie avec sa famille et grandit dans le comté de Clayton, à Atlanta, qu'elle considère comme l'endroit ayant forgé sa crédibilité dans la rue. Elle fréquente le lycée Lovejoy.

### Carrière

#### 2016–2018:The Rap Gameet débuts en indépendant
En 2016, elle participe à l'émission The Rap Game diffusée sur Lifetime, produit par Jermaine Dupri et Queen Latifah. Durant huit semaines, des jeunes rappeurs s'affrontent. Elle remporte la saison sous le nom "Miss Mulatto" mais refuse le contrat avec So So Def Records, estimant que la proposition financière est insuffisante.
En avril 2017, elle sort sa mixtape Latto Let 'Em Know avec les artistes Molly Brazy, Lil Key, Crucial, et Silentó. Elle engage un conflit musical avec Young Lyric, une autre candidate de l'émission, qui donne lieu à des diss tracks aux thèmes controversés.

#### 2019–2020: percée avec "Bitch from da Souf" etQueen of da Souf
Le single "Bitch from da Souf" sort en janvier 2019. En mai de la même année elle se produit au festival Rolling Loud (en) à Miami. En juin, elle sort l'EP Big Latto. Le single devient un succès, atteignant la 95e place du Billboard Hot 100. Il est certifié or par la RIAA et remixé avec Saweetie et Trina.
En mars 2020, elle signe chez RCA Records. Le 23 avril et 21 mai, elle publie respectivement les singles promotionnels "No Hook" et "He Say She Say". En juillet, elle rend hommage à Gucci Mane en recréant ceraines de ses pochettes d'album. Elle collabore ensuite avec lui sur "Muwop", qui échantillonne "Freaky Gurl".
En août 2020, elle sort Queen of da Souf, précédé de ses deux singles et accompagné de clips. L'album atteint la 44e place du Billboard 200. Elle apparaît dans « WAP » de Cardi B, figure sur "Make Em Say" de NLE Choppa, et rejoint la XXL Freshman Class 2020.
En septembre elle participe aussi au remix de "Do It" de Chloe x Halle avec Doja Cat et City Girls. En septembre, elle est nommée aux BET Hip Hop Awards 2020,. En décembre, elle sort une version étendue de Queen of da Souf incluant "Sex Lies" avec Lil Baby.Le même jour, Latto figurait également sur le single de G-Eazy, "Down".
Les vidéoclips des troisième et quatrième singles de Queen of da Souf, "On God" et "In n Out" avec City Girls, sont sortis respectivement en septembre et octobre 2020.
Le 11 décembre, Mulatto a sorti la version longue de Queen of da Souf, qui comprenait cinq nouvelles chansons et a donné naissance au single "Sex Lies", mettant en vedette le rappeur américain Lil Baby.

#### 2021–2022: changement de nom et succès avec777
Face à la controverse sur le nom "Mulatto" considéré comme coloriste, elle confirme en mai 2021 son changement de nom de scène en "Latto". Le changement est effectif sur les plateformes à partir de son apparition sur l'album de Toosii Thank You for Believing. Elle publie le single "The Biggest" pour marquer cette transition.
Elle devient la première rappeuse solo d'Atlanta à obtenir des certifications or et platine,.
En septembre 2021, elle sort "Big Energy", qui devient son plus grand hit et culmine à la 3e place du Billboard Hot 100. Le remix avec Mariah Carey sort en mars 2022.
Les singles "Soufside" (novembre 2021) et "Wheelie" avec 21 Savage (mars 2022) précèdent son second album 777 sorti le 25 mars 2022.
En juillet 2022, elle publie le single "Pussy".

#### 2023–2024: campagnes publicitaires et troisième album
En octobre 2023, elle devient l'égérie de la campagne "Did Somebody Say?" de Menulog (en), aux côtés de Christina Aguilera, succédant à Snoop Dogg et Katy Perry.
Son troisième album studio, Sugar Honey Iced Tea, est annoncé pour 2024.

### Vie privée
En 2017, elle ouvre une boutique de vêtements et studio, Pittstop Clothing, à Jonesboro.

## Affaire judiciaire
En mai 2019, elle est arrêtée à tort pour vol, après avoir été confondue avec une autre femme. Elle nie les faits et exprime sa colère contre la police dans la chanson "Fuck Rice Street".

## Filmographie

### Télévision
- 2016 : The Rap Game
- 2019 : Love & Hip-Hop: Miami
- 2020 : Queen of Stylez
- 2021 : Wild 'n Out

## Discographie

### Albums
- 2016 : Miss Mulatto
- 2017 : Latto Let 'Em Know
- 2018 : Mulatto
- 2020 : Queen of da Souf
- 2022 : 777
- 2024 : Sugar Honey Iced Tea

## Récompenses et distinctions
- 2020 : BET Hip Hop Awards – nomination pour "Meilleure nouvelle artiste hip-hop"[10],[11]
- 2020 : Membre de la XXL Freshman Class[9]
- 2021 : MTV Global Push Artist (en) du mois de février[23]
- 2022 : BET Awards – gagnante du prix de la "Meilleure nouvelle artiste"
- 2022 : MTV Video Music Awards – nominations pour "Meilleure nouvelle artiste", "Vidéo pour de bon" et "Meilleur hip-hop"
- 2022 : BET Hip Hop Awards – "Big Energy" remportant "Chanson de l'année" ; 777 nommé pour "Album hip-hop de l'année"
- 2022 : Billboard Music Awards – nomination pour "Meilleure artiste féminine de rap"